# Paola Vaprio
Paola Alessandra Vaprio Medaglia es una modelo panameña y campeona de concursos de belleza. Compitió y ganó el certamen nacional de belleza Miss Mundo Panamá 2010.

## Biografía
Ganó el certamen nacional de belleza Miss Mundo Panamá 2010, celebrado en el Teatro Ascanio Arosemena, el 26 de agosto de 2010 y representó a su país en Miss Mundo 2010 pero no fue colocada. Paola es hermana de la ex Miss Mundo Panamá 2005 Anna Isabella Vaprio Medaglia. Ambas representaron a Panamá en sus respectivos años en el Miss Mundo en Sanya, China. En 2010 participó en el concurso Señorita Panamá 2010, donde no obtuvo lugar.